# Grande Prêmio da Austrália de 2011
O Grande Prêmio do Austrália de 2011 foi a primeira corrida da temporada de 2011 da Fórmula 1. Foi realizado em 27 de Março no Circuito de Albert Park. Originalmente, a primeira corrida da temporada seria realizada no Bahrain, no entanto, devido aos protestos políticos que resultaram em conflitos violentos da população com os militares no país, as equipes optaram pelo cancelamento do Grande Prêmio.
A pole position  foi marcada pelo alemão Sebastian Vettel com o tempo de 1min23s529, estabelecendo assim um novo recorde de volta do circuito, em Melbourne. O recorde anterior pertencia ao alemão Michael Schumacher, da Mercedes, que em 2004 marcou sua volta em 1min24s125 correndo pela equipe Ferrari.
A prova foi vencida pelo alemão Sebastian Vettel, completaram o pódio Lewis Hamilton e Vitaly Petrov.

## Relatório

### Treino classificatório

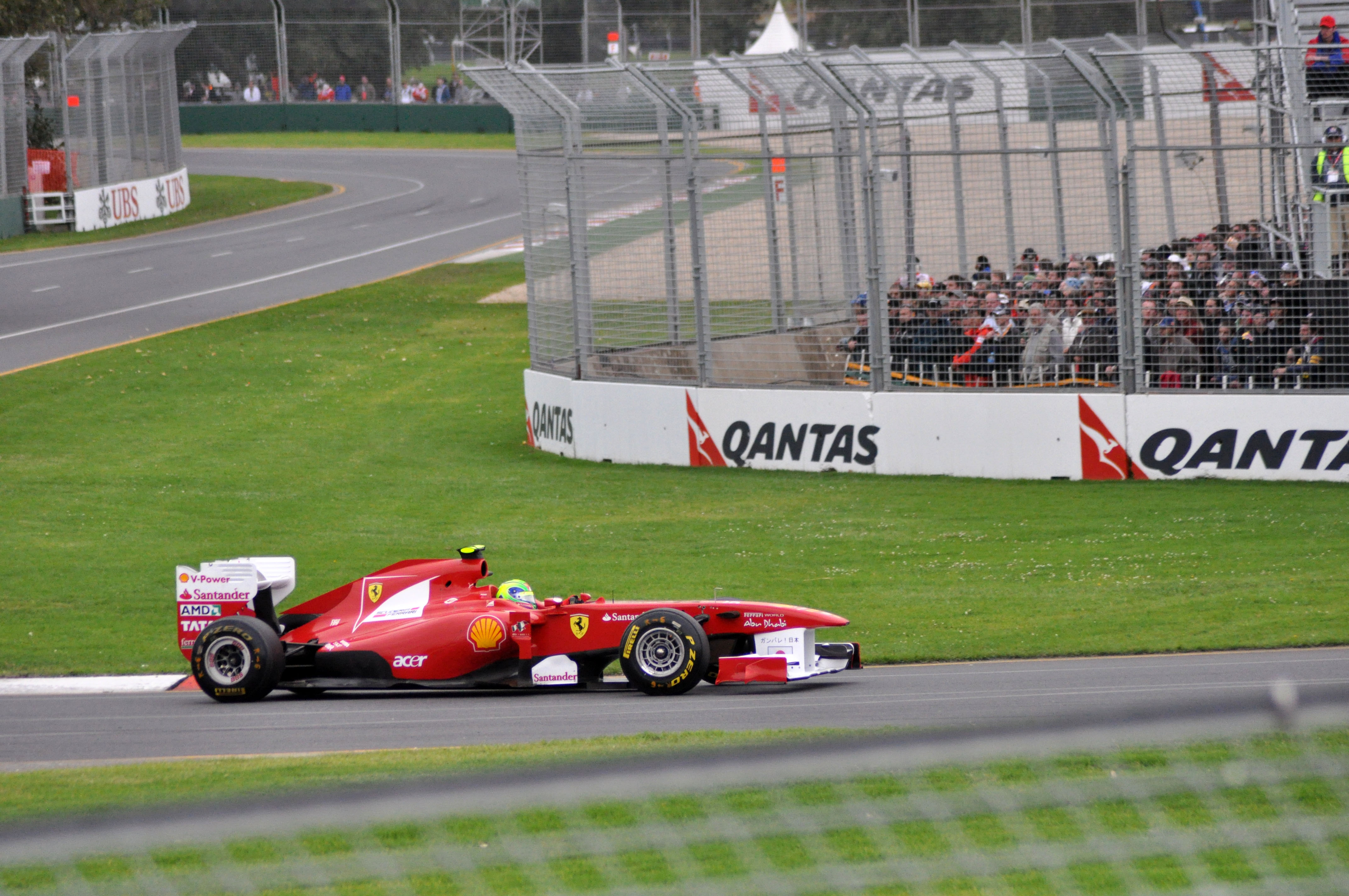
Massa durante o classificatório.

O treino classificatório, realizado no dia 26 de Março, ocorreu como de costume e sem graves incidentes. A pole-position foi feita pelo alemão Sebastian Vettel que marcou o tempo de 1m23s529, novo recorde da pista de Albert Park, sete décimos mais rápido que o inglês Lewis Hamilton que marcou o segundo tempo. A Scuderia Ferrari chegou à abertura da temporada como favorita, entretanto seus pilotos, Fernando Alonso e Felipe Massa, marcaram apenas a quinta e oitava posições, respectivamente. O treino ficou marcado pelo retorno da “regra dos 107%”, onde qualquer piloto que não consiga marcar um tempo dentro do limite de 107% da volta mais rápida da primeira parte do treino (Q1) não poderá disputar a prova. Os dois pilotos da equipe Hispania, Vitantonio Liuzzi e Narain Karthikeyan, não conseguiram tempo suficiente para alinhar seus carros no grid de largada no dia seguinte. A equipe fez um pedido à Federação Internacional de Automobilismo (FIA) para disputar a corrida, alegando “circunstâncias excepcionais”, porém o apelo foi negado. Hamilton, Schumacher e Rosberg foram advertidos por terem bloqueado rivais durante o treino classificatório, entretanto, nenhum deles foi punido.

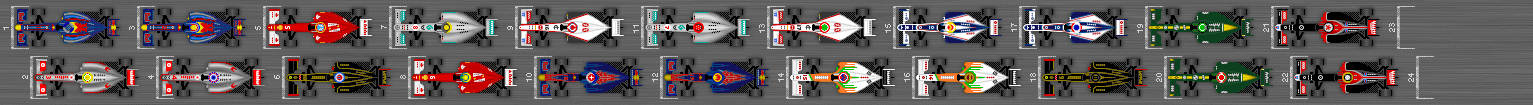
O grid de largada formado após o treino.

### Corrida

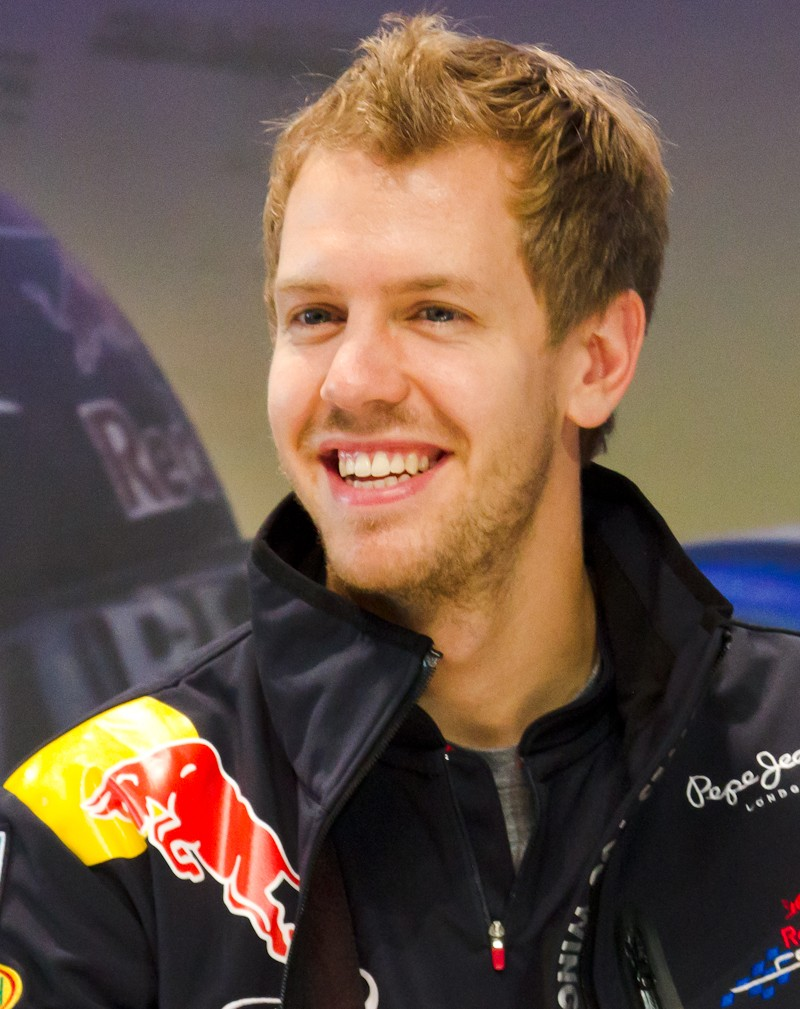
Vettel venceu a corrida.

Pouco antes da largada a Fórmula 1 prestou uma homenagem no grid às vítimas do terremoto seguido de tsunami ocorrido no Japão há quase duas semanas, fazendo um minuto de silêncio em homenagem às vitimas.
Na largada Barrichello saiu da pista na curva 3, voltando apenas na última posição. O espanhol Jaime Alguersuari, da STR, e Michael Schumacher, da Mercedes, se tocaram e sofreram avarias em seus carros, tendo de fazer um pit stop antecipado na segunda volta por causa dos danos em seus carros.
Na terceira volta Massa, na quinta colocação, começou a ser pressionado pelo inglês Jenson Button. A disputa durou muito tempo, com isso, o espanhol Fernando Alonso pôde alcançar os dois. Durante a décima segunda volta, o inglês tentou ultrapassar na curva de alta velocidade após a reta oposta. O piloto da McLaren usou parte do traçado que não era permitida, passou a frente de Massa e não devolveu a posição. O espanhol aproveitou a oportunidade e também ultrapassou o brasileiro, que caiu para a sétima colocação na corrida. Button foi punido com um drive through, e cumpriu sua punição na décima oitava volta.
Na vigésima quarta volta, Barrichello, que estava na nona posição, errou a freada novavente na curva 3 e colidiu com o alemão Nico Rosberg. A colisão causou danos no carro do alemão, levando ao seu abandono. Mais tarde, Rubinho seria punido pela manobra com um drive through.
Na vigésima sétima volta os pilotos começaram a fazer novos pit stops, Mark Webber trocou para os pneus macios. Em seguida, Alonso fez sua troca. Massa entrou nos boxes na trigésima segunda volta e colocou pneus duros. O brasileiro perdeu rendimento pois os novos pneus eram mais lentos, além de demorarem mais a chegar à temperatura ideal quando estão na pista. O alemão Vettel e o inglês Hamilton entraram juntos para a última parada na trigésima sexta volta. Ambos mantiveram suas posições, entretanto o inglês estava com o assoalho solto na parte dianteira do carro, e perdeu rendimento. O problema foi causado por uma leve saída da pista. O russo Vitaly Petrov, que estava na quarta posição, fez o pit stop na trigésima sétima volta e assumiu a terceira colocação na 42ª, quando Webber, que já perdia rendimento fez sua última parada.
Após 1 hora e 29 minutos Sebastian Vettel cruzou a linha de chegada, vencendo a prova com 22 segundos de vantagem para o segundo colocado, Lewis Hamilton. Completando o pódio em terceiro estava o russo Vitaly Petrov.

#### Abandonos
- Pastor Maldonado - pane mecânica na 10ª volta[6][7]
- Michael Schumacher - problemas mecânicos na 19ª volta[6][7]
- Heikki Kovalainen - problemas mecânicos na 19ª volta[6]
- Nico Rosberg - na 22ª volta, danos causados por colisão com Barrichello[6]
- Rubens Barrichello - abandonou na 52ª volta por problemas no câmbio[6]
- Timo Glock - problemas mecânicos na 50ª volta[6]

#### Punições
Os dois carros da equipe Sauber foram desclassificados por irregularidade na asa traseira. O nível de curvatura da parte superior da peça é menor que o limite permitido pelo regulamento, que é de 100 milímetros. Isso infringiu os artigos 3.10.1 e 3.10.2 do regulamento técnico. No entanto, o time anunciou que irá recorrer da punição. Seus pilotos, o mexicano Sergio Pérez, que era o sétimo colocado, e o japonês Kamui Kobayashi, que era o oitavo, perderam os pontos obtidos na corrida.

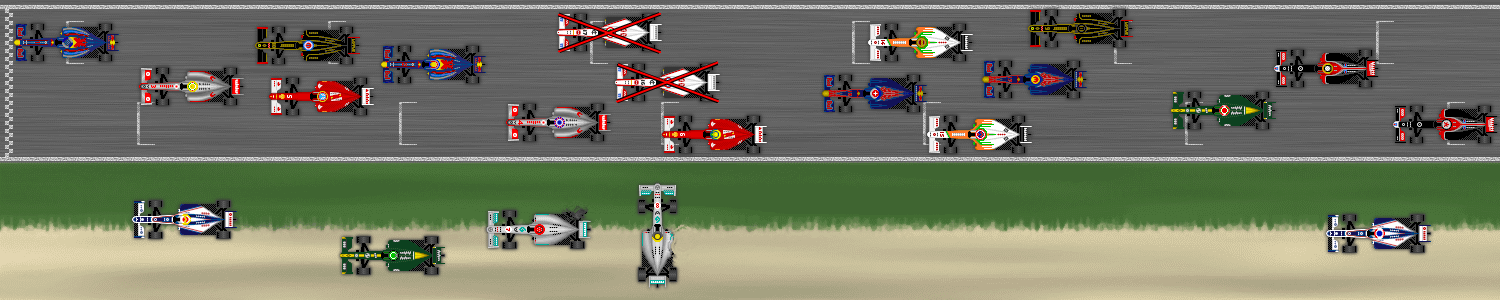
Classificação final da corrida.

## Resultados

### Treino classificatório
| Pos                  | Nº | Piloto             | Construtor           | Parte 1  | Parte 2  | Parte 3  | Grid |
| -------------------- | -- | ------------------ | -------------------- | -------- | -------- | -------- | ---- |
| 1                    | 1  | Sebastian Vettel   | Red Bull-Renault     | 1:25.296 | 1:24.090 | 1:23.529 | 1    |
| 2                    | 3  | Lewis Hamilton     | McLaren-Mercedes     | 1:25.384 | 1:24.595 | 1:24.307 | 2    |
| 3                    | 2  | Mark Webber        | Red Bull-Renault     | 1:25.900 | 1:24.658 | 1:24.395 | 3    |
| 4                    | 4  | Jenson Button      | McLaren-Mercedes     | 1:25.886 | 1:24.957 | 1:24.779 | 4    |
| 5                    | 5  | Fernando Alonso    | Ferrari              | 1:25.707 | 1:25.242 | 1:24.974 | 5    |
| 6                    | 10 | Vitaly Petrov      | Renault              | 1:25.543 | 1:25.582 | 1:25.247 | 6    |
| 7                    | 8  | Nico Rosberg       | Mercedes             | 1:25.856 | 1:25.606 | 1:25.421 | 7    |
| 8                    | 6  | Felipe Massa       | Ferrari              | 1:26.031 | 1:25.611 | 1:25.599 | 8    |
| 9                    | 16 | Kamui Kobayashi    | Sauber-Ferrari       | 1:25.717 | 1:25.405 | 1:25.626 | 9    |
| 10                   | 18 | Sebastien Buemi    | Toro Rosso-Ferrari   | 1:26.232 | 1:25.882 | 1:27.066 | 10   |
| 11                   | 7  | Michael Schumacher | Mercedes             | 1:25.962 | 1:25.971 |          | 11   |
| 12                   | 19 | Jaime Alguersuari  | Toro Rosso-Ferrari   | 1:26.620 | 1:26.103 |          | 12   |
| 13                   | 17 | Sergio Perez       | Sauber-Ferrari       | 1:25.812 | 1:26.108 |          | 13   |
| 14                   | 15 | Paul di Resta      | Force India-Mercedes | 1:27.222 | 1:26.739 |          | 14   |
| 15                   | 12 | Pastor Maldonado   | Williams-Cosworth    | 1:26.298 | 1:26.768 |          | 15   |
| 16                   | 14 | Adrian Sutil       | Force India-Mercedes | 1:26.245 | 1:31.407 |          | 16   |
| 17                   | 11 | Rubens Barrichello | Williams-Cosworth    | 1:26.270 | s/ tempo |          | 17   |
| 18                   | 9  | Nick Heidfeld      | Renault              | 1:27.239 |          |          | 18   |
| 19                   | 20 | Heikki Kovalainen  | Lotus-Renault        | 1:29.254 |          |          | 19   |
| 20                   | 21 | Jarno Trulli       | Lotus-Renault        | 1:29.342 |          |          | 20   |
| 21                   | 24 | Timo Glock         | Virgin-Cosworth      | 1:29.858 |          |          | 21   |
| 22                   | 25 | Jérôme d'Ambrosio  | Virgin-Cosworth      | 1:30.822 |          |          | 22   |
| 107% tempo: 1:31.266 |    |                    |                      |          |          |          |      |
| 23                   | 23 | Vitantonio Liuzzi  | HRT-Cosworth         | 1:32.978 |          |          | NQ   |
| 24                   | 22 | Narain Karthikeyan | HRT-Cosworth         | 1:34.293 |          |          | NQ   |

### Corrida
| Pos | Nº | Piloto             | Construtor           | Voltas | Tempo/Aban.         | Grid | Pontos |
| --- | -- | ------------------ | -------------------- | ------ | ------------------- | ---- | ------ |
| 1   | 1  | Sebastian Vettel   | Red Bull Renault     | 58     | 1:29:30.259         | 1    | 25     |
| 2   | 3  | Lewis Hamilton     | McLaren Mercedes     | 58     | +22.2               | 2    | 18     |
| 3   | 10 | Vitaly Petrov      | Renault              | 58     | +30.5               | 6    | 15     |
| 4   | 5  | Fernando Alonso    | Ferrari              | 58     | +31.7               | 5    | 12     |
| 5   | 2  | Mark Webber        | Red Bull Renault     | 58     | +38.1               | 3    | 10     |
| 6   | 4  | Jenson Button      | McLaren Mercedes     | 58     | +54.3               | 4    | 8      |
| 7   | 6  | Felipe Massa       | Ferrari              | 58     | +85.1               | 8    | 6      |
| 8   | 18 | Sebastien Buemi    | Toro Rosso Ferrari   | 57     | + 1 volta           | 10   | 4      |
| 9   | 14 | Adrian Sutil       | Force India Mercedes | 57     | + 1 volta           | 16   | 2      |
| 10  | 15 | Paul di Resta      | Force India Mercedes | 57     | + 1 volta           | 14   | 1      |
| 11  | 19 | Jaime Alguersuari  | Toro Rosso Ferrari   | 57     | + 1 volta           | 12   |        |
| 12  | 9  | Nick Heidfeld      | Renault              | 57     | + 1 volta           | 18   |        |
| 13  | 21 | Jarno Trulli       | Lotus                | 56     | + 2 voltas          | 20   |        |
| 14  | 25 | Jerome d'Ambrosio  | Virgin Cosworth      | 54     | + 4 voltas          | 22   |        |
| 15  | 24 | Timo Glock         | Virgin Cosworth      | 49     | + 9 voltas          | 21   |        |
| Ret | 11 | Rubens Barrichello | Williams Cosworth    | 48     | Câmbio              | 17   |        |
| Ret | 8  | Nico Rosberg       | Mercedes             | 22     | Acidente            | 7    |        |
| Ret | 20 | Heikki Kovalainen  | Lotus                | 19     | Problema hidráulico | 19   |        |
| Ret | 7  | Michael Schumacher | Mercedes             | 19     | Colisão             | 11   |        |
| Ret | 12 | Pastor Maldonado   | Williams Cosworth    | 9      | Câmbio              | 15   |        |
| DSQ | 17 | Sergio Perez1      | Sauber Ferrari       | 58     | Desclassificado     | 13   |        |
| DSQ | 16 | Kamui Kobayashi1   | Sauber Ferrari       | 58     | Desclassificado     | 9    |        |

Notas:
- Primeiro pódio da Russia.
- A última melhor volta de Felipe Massa foi no GP de Mônaco de 2009
- Os pilotos da Sauber, foram desclassificados por irregularidades na asa traseira do carro.

## Tabela do campeonato após a corrida
Observe que somente as cinco primeiras posições estão incluídas na tabela.
| Pos | Piloto           | Pontos |
| --- | ---------------- | ------ |
| 1   | Sebastian Vettel | 25     |
| 2   | Lewis Hamilton   | 18     |
| 3   | Vitaly Petrov    | 15     |
| 4   | Fernando Alonso  | 12     |
| 5   | Mark Webber      | 10     |

| Pos | Construtor         | Pontos |
| --- | ------------------ | ------ |
| 1   | Red Bull-Renault   | 35     |
| 2   | McLaren-Mercedes   | 26     |
| 3   | Ferrari            | 18     |
| 4   | Renault            | 15     |
| 5   | Toro Rosso-Ferrari | 4      |